# Turistická značená trasa 7324
 Turistická značená trasa 7324 je 4,5 kilometrů dlouhá žlutě značená turistická trasa Klubu českých turistů v okrese Pardubice spojující severní okraj města Pardubice se Stéblovou. Její převažující směr je severní.

## Průběh trasy
Počátek trasy 7324 se nachází v nadmořské výšce 217 m u železniční zastávky Pardubice-Semtín na trati Pardubice - Hradec Králové. Nejprve prochází místní částí Pardubic Doubravicemi, za nimi vstupuje do lesa a prochází přírodní památkou U Pohránovského rybníka a kolem stejnojmenné vodní plochy. Za ní překračuje silnici Pohránov - Srch a pokračuje po pěšinách a polních cestách podél železniční trati a kanálu Velká strouha na západní okraj Stéblové. Zde končí na rozcestí v nadmořské výšce 227 m s modře značenou trasou 1902 vedoucí z místního nádraží do Lázní Bohdaneč.

## Turistické zajímavosti na trase
- Přírodní památka U Pohránovského rybníka
- Pohránovský rybník